# Montastruc-la-Conseillère
Montastruc-la-Conseillère település Franciaországban, Haute-Garonne megyében. Lakosainak száma 3719 fő (2022. január 1.). Montastruc-la-Conseillère Gémil, Garidech, Gragnague, Montpitol, Paulhac, Roquesérière és Saint-Jean-Lherm községekkel határos.

## Népesség
A település népességének változása:
| Lakosok száma | 1357 | 1842 | 2101 | 3028 | 3244 | 3326 | 3430 | 3576 | 3616 | 3719 |
|               | 1968 | 1982 | 1990 | 2006 | 2013 | 2015 | 2017 | 2019 | 2020 | 2022 |